# Osterau (Broklandsau)
Die Osterau ist ein Quellbach der Broklandsau im Kreis Dithmarschen in Schleswig-Holstein. 
Der Bach hat eine Länge von ca. 7 km. Die Osterau entspringt im Kreisforst Welmbüttel an den alten Teichen in der Nähe der höchsten Erhebung Norderdithmarschens dem „Rugebarg“ mit 72 m ü. NN. Diese nicht mehr genutzten Teiche werden von ihm durchlaufen, er kreuzt die B 203 und fließt Richtung Tellingstedt. Auf der Höhe Nachtkoppelweg biegt er westlich vom Friedhof in Richtung Westerborstel ab und vereinigt sich nördlich Rederstall mit der Lindenerau. 
Der Name Osterau ist eine häufig genutzte Namensgebung (nicht nur in Schleswig-Holstein) für einen Fluss oder Bach, da er aus der örtlichen Beschreibung seiner Lage zur dazugehörenden Siedlung entstanden ist.